# Ancylosis fuscosparsella
Ancylosis fuscosparsella is een vlinder uit de familie snuitmotten (Pyralidae). De wetenschappelijke naam van deze soort is voor het eerst geldig gepubliceerd in 1957 door Marion.
De soort komt voor in tropisch Afrika.